# Porsche 356
Porsche 356 — первый автомобиль немецкой фирмы Porsche. Porsche 356 был заднеприводным, заднемоторным спортивным автомобилем, выпускавшимся в двух вариантах кузова — с жёстким или убирающимся верхом. Производство началось в 1948 году в Гмюнде, Австрия, где было построено около 50 машин. В 1950 году фабрика была перенесена в Штутгарт, Германия; основное производство 356-й модели продолжалось вплоть до апреля 1965 года, когда её место заняла модель Porsche 911, представленная осенью 1963 года. По приблизительным оценкам, сейчас сохранилось около половины из произведённых 76 тыс. автомобилей Porsche 356.

## История

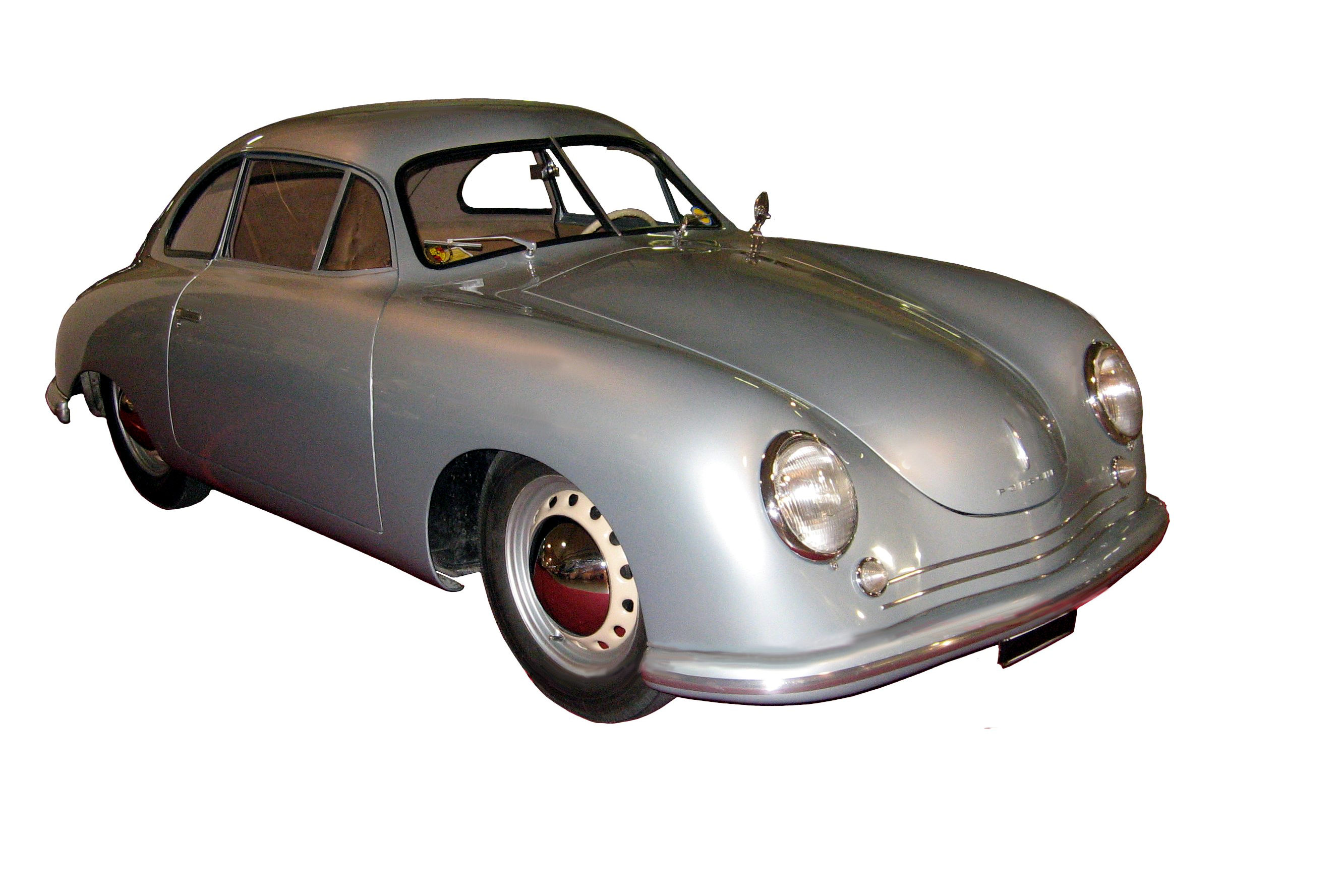
Porsche 356 Pre-A 1948 Coupe в музее Порше

До вторжения немцев в Польшу, компания Porsche разработала и сделала три автомобиля Type 64 для проводившихся впервые гонок из Берлина в Рим, а затем, в 1948 году прототип модели 356, названный «No. 1» — с двигателем, расположенным посередине и трубчатой рамой. Это привело к дискуссии на тему — какую из этих машин считать первой, и было решено, что первым Porsche является всё-таки модель 356.
Porsche 356 была создана конструктором Фердинандом Порше-младшим, известным как Ферри Порше. Как и его предок, Volkswagen Käfer, который разработал Фердинанд Порше-старший, машина Porsche 356 имела 4-цилиндровый двигатель с воздушным охлаждением, расположенный в задней части, и использовал множество деталей от «Фольксвагена». В то время как кузов был разработан сотрудником Порше Эрвином Комендой, его агрегаты (включая двигатель, подвеску и шасси) являлись разработками Volkswagen. Первый 356 был испытан 8 июня 1948 года в Австрии. Специалисты Porsche быстро переработали и усовершенствовали автомобиль в целях улучшения характеристик. Кузова ранних Porsche 356 изготавливались в Гмюнде вручную из алюминия, а в Штутгарте с 1950 года кузова делали из стали.
Самый первый 356 был изготовлен Порше для себя, но настолько понравился друзьям и знакомым, что было принято решение собрать ещё 20 штук. Ни о каком серийном выпуске речи тогда не шло, сборка была ручная. Со времени создания первого прототипа компании Porsche понадобилось два года, чтобы собрать первые 20 машин, но спрос значительно превысил предложение. Первые 356-е продавались главным образом в Австрии и Германии. В начале 50-х Porsche 356 заработала известность среди энтузиастов по обе стороны Атлантики за его аэродинамические качества, управляемость и качество сборки. Обладатели модели 356 обычно так же хорошо ездили по улицам, как гонялись на трассах. Городские и гоночные машины приносили Порше успех, и в 1964 году фирма получила заказ на изготовление более 10 тысяч машин, всего же было произведено около 76 тысяч автомобилей этой модели, последние были собраны в 1965 году.

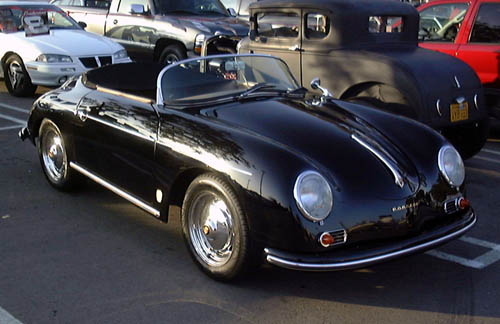
Porsche 356 Speedster

## Разновидности
Основа модели 356 оставалась постоянной на всём протяжении её производства, технические усовершенствования предпочитались небольшим внешним изменениям в дизайне. Тем не менее, модели (как с закрытыми, так и открытыми кузовами), которые производились с 1948 по 1965 год, были разнообразными.
Вариант кузова с открытым верхом, предложенный с самого начала производства Porsche 356 в начале 1950-х составлял около половины от всех автомобилей. Кроме 2-местных автомобилей было выпущено 50 уникальных автомобилей, которые имели 4 места. Самой известной моделью с открытым верхом стал Porsche 356 «Speedster», появившийся в конце 1954 года. Макс Хоффман, менеджер по продажам Porsche в США, посоветовал компании собирать открытые и более дешёвые версии 356, которые будут очень хорошо продаваться на американском автомобильном рынке. Со своим низким наклонным ветровым стеклом (которое могло сниматься), ковшеобразными сидениями и маленьким откидным верхом, Speedster сразу стал хитом продаж, особенно в Южной Калифорнии. Выпуск 1171 машины в 1957 году стал пиком, а затем производство пошло на спад. На его место в конце 1958 года пришла модель «Convertible D». Она отличалась высоким и более практичным передним ветровым стеклом и наличием боковых окон, а также более удобных сидений. В следующем году Porsche 356 B «Roadster» с открытым верхом пришёл на замену «Convertible D», но интерес рынка к открытой 356 к началу 1960-х годов значительно упал.

Модельный ряд 356 главным образом делится на две большие группы. Porsche 356 Coupe/Cabriolet (Купе или кабриолет), легко распознавались по ветровым стёклам, разделённым вертикальной перемычкой (1948—1952) или изгибу ветровых стёкол. В 1955 году, с небольшим количеством важных усовершенствований была представлена модель Porsche 356 A. За её заводское обозначение (Type 1), любители марки придумали ей прозвище Т1. В начале 1957 года появилась новая модификация модели 356 A, известная как Type 2 (T2). В конце 1959 года, после значительных внешних изменений и технических усовершенствований появилась Porsche 356 B, или T5.

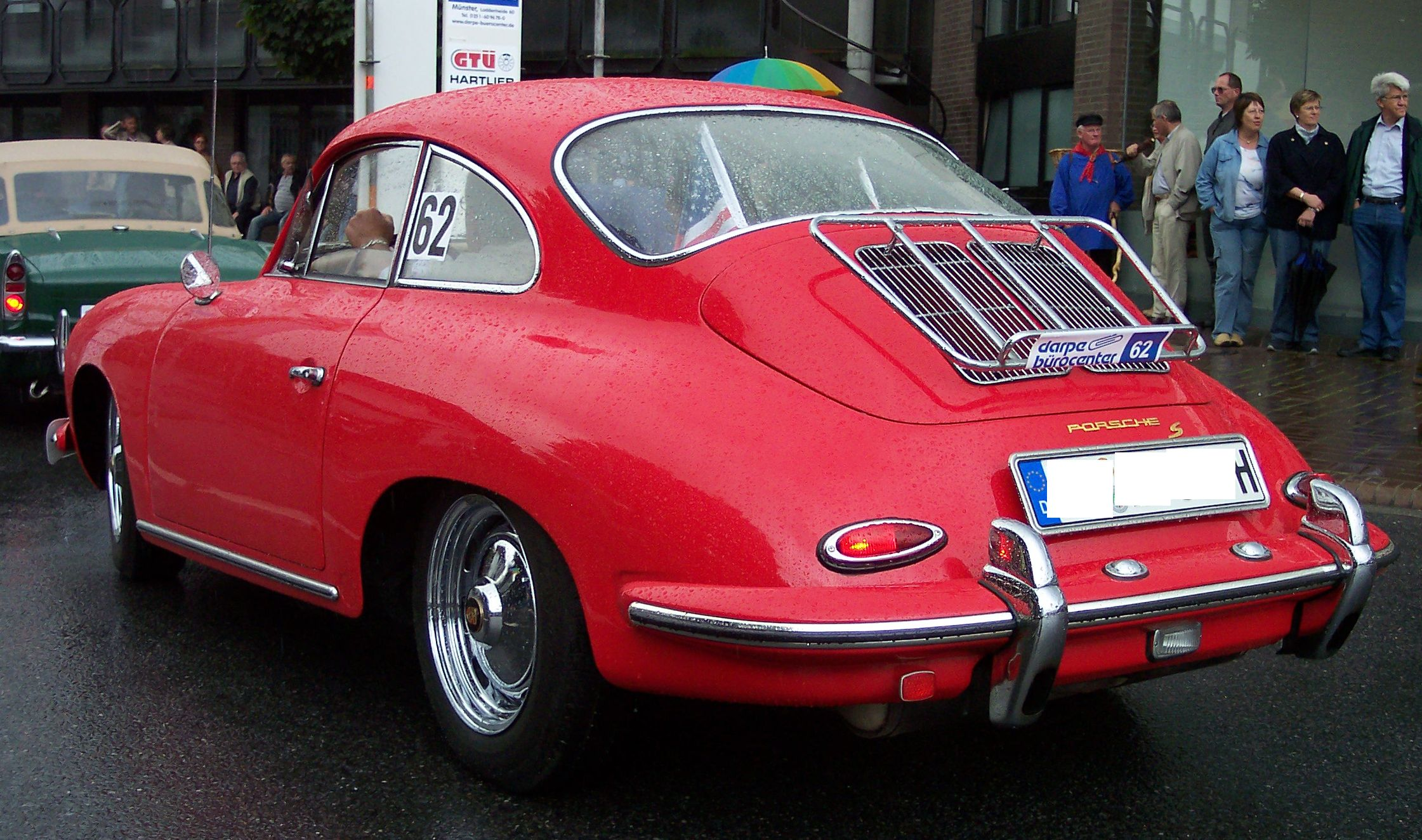
Porsche 1963 356 B T6 1600 Super Coupe

В середине 1962 года появилась модель 356 B с кузовом Type 6: двойная крышка радиатора, внешняя крышка заливной горловины топливного бака на правом переднем крыле и увеличенные окна. Уникальная модель 356 B «Karmann Hardtop» была создана на базе кабриолета с дополнительной привариваемой металлической крышей.
Последней модификацией модельного ряда 356 стал Porsche 356 C 1964 года выпуска. Он отличался дисковыми тормозами в дополнение к самому мощному двигателю, когда-либо производившемуся компанией Порше — 95 л. с. Пик по количеству собранных машин произошёл в 1964 году — была собрана 14 151 машина. В этот же год последователь модели, Porsche 911, был представлен на рынке автомобилей в США (в Европе модель 911 была представлена немногим ранее). Компания продолжала продавать 356 C до 1965 года, пока спрос на неё ещё оставался довольно высоким, даже в начало эпохи Porsche 911.
В модели 356 стоял четырёхцилиндровый двигатель со штанговыми толкателями в приводе клапанов, который затем внедрялся и в модель Porsche 912, предлагаемую компанией с 1965 по 1969 годы, пока модель 911 была ещё очень дорогой (стоила она в два раза больше, чем Porsche 356). Несмотря на то, что модель 912 в некоторой степени имела схожие с моделью 356 технические характеристики, неправильно будет сказать, что она стала преемником модели 356, так как на это место заранее планировался Porsche 911.
Porsche 356 всегда имела популярность у прессы. В 2004 году Sports Car International поставило модель 356 C на 10-е место в своём списке «Лучшие спортивные автомобили 1960-х». Сегодня Porsche 356 — очень уважаемая среди коллекционеров модель. Самые желанные модели из этой линейки — Porsche 356 Carrera, Super 90 и Speedster. Некоторые из них продавались на аукционе за более чем 250 000 долларов. Полностью восстановленный Porsche 356 Carrera Speedster (которых было сделано всего 140 штук) был продан за 300 000 долларов. В 1950-е годы стоимость таких машин была около 4 тысяч долларов, сегодня же за неё предлагают от 20 до 100 тысяч долларов.
Один экземпляр автомобиля Porsche 356 C с государственным номером «WPN II», выданным в Калифорнии, проехал 982 000 миль (1 571 200 км).

## 356 в гоночных соревнованиях
Модель Porsche 356 имела успех во множестве ралли: в гонках 24 часа Ле-Мана, Милле Милья, Targa Florio, Carrera Panamericana и многих других. Некоторые модели были облегчены и модифицированы для большей производительности и лучшей управляемости в этих гоночных соревнованиях. Например, Porsche 356 SL или Porsche 356 A Carrera GT. В 60-х годах была выпущена модель 356 B GTL Abarth coupe.

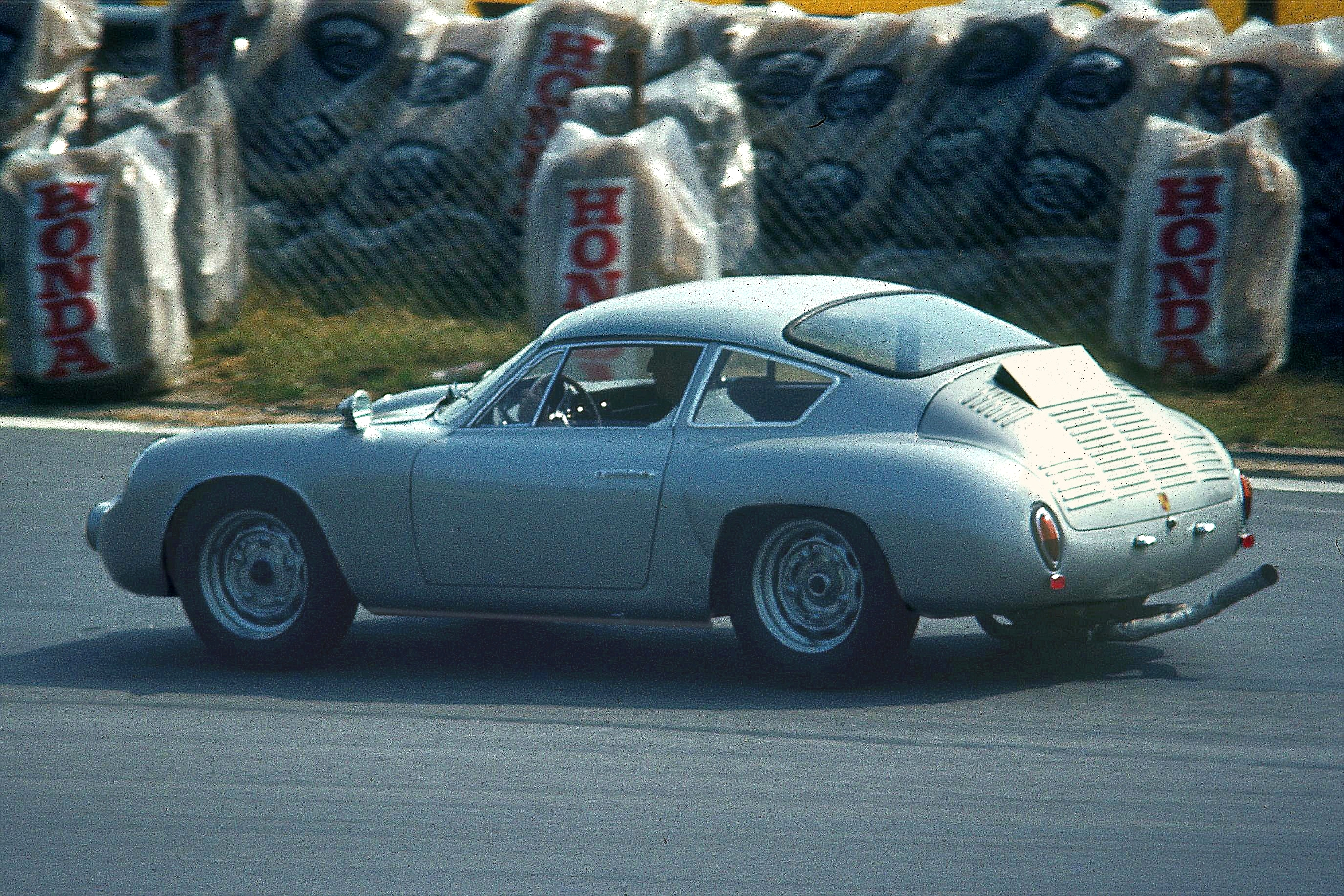
Porsche 356 B Carrera GTL-Abarth
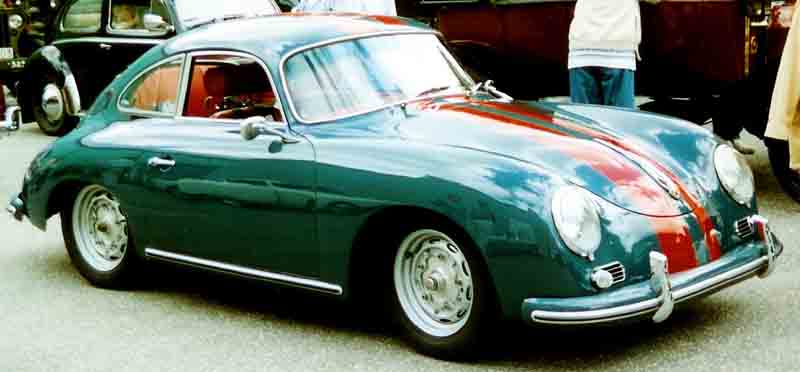
Porsche 356 A Coupé
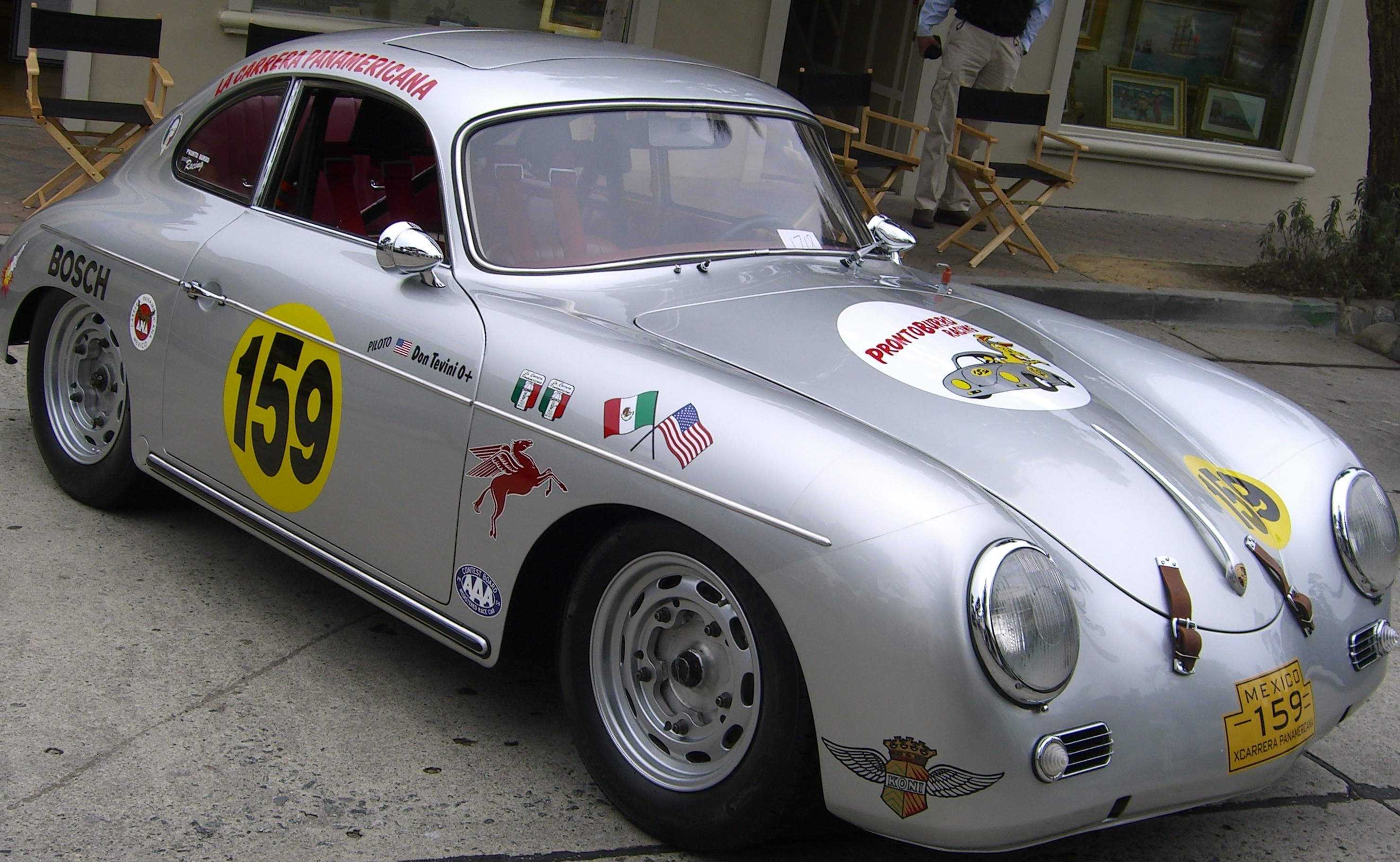
Модифицированная для гонок 356 A, 1959

## Изображения

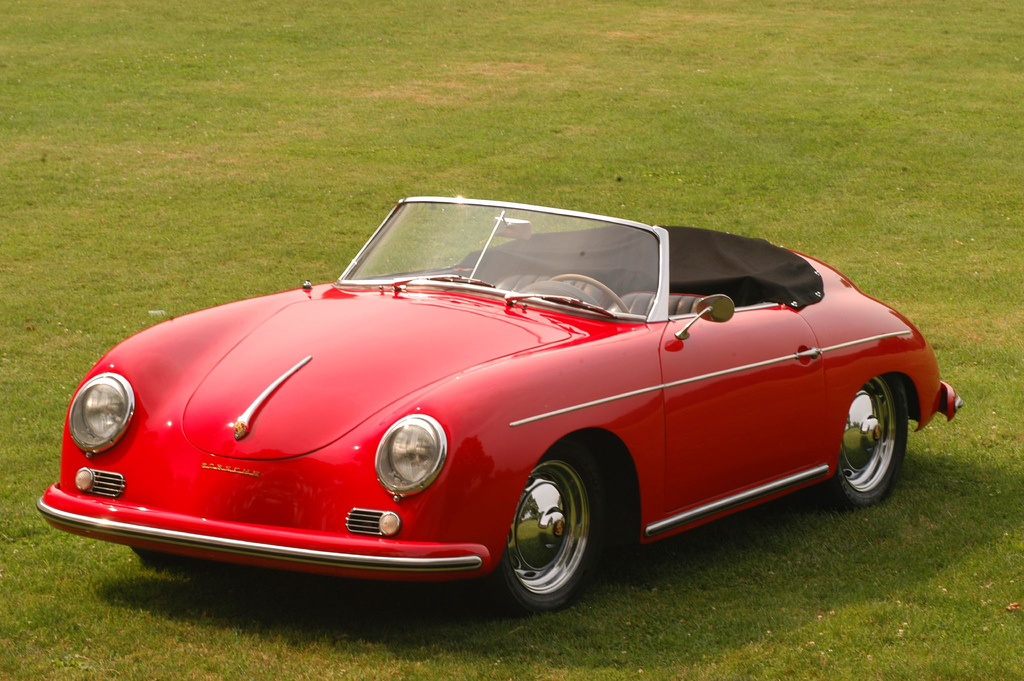
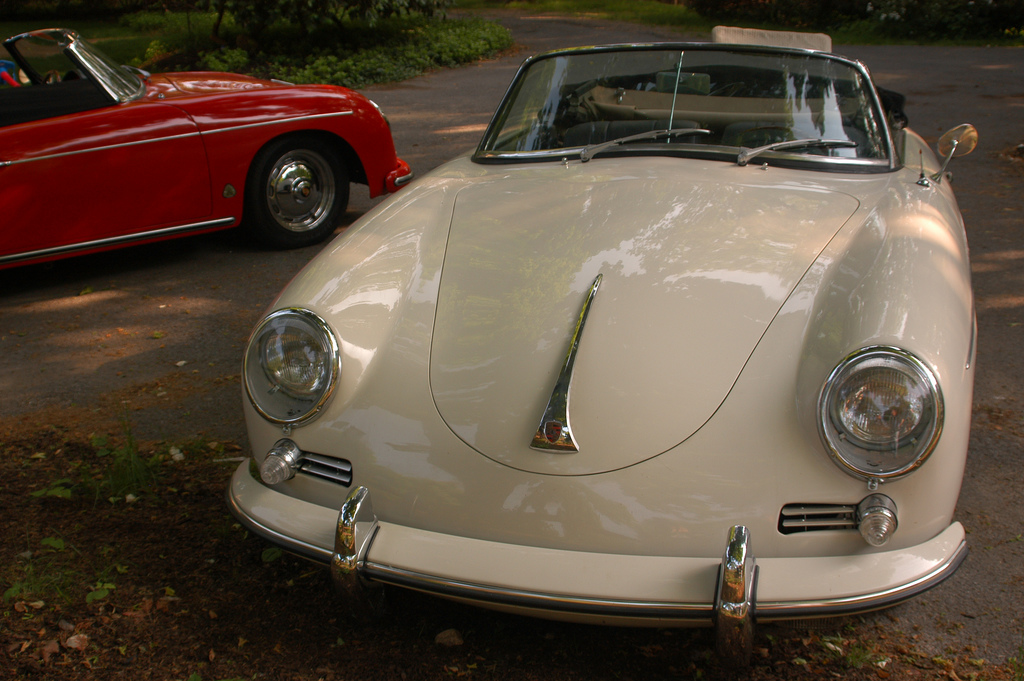
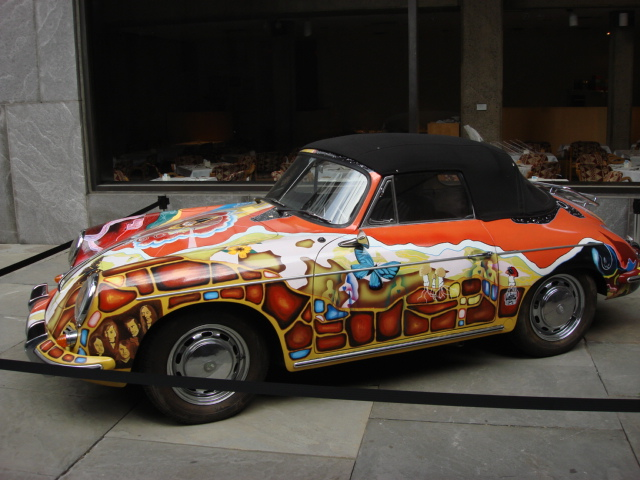
Porsche 356, на котором ездила Дженис Джоплин

## В художественной литературе
Porsche 356 «Speedster» является любимой машиной Четверг Нонетот, главной героини одноименного фантастического цикла Джаспера Ффорде. Автомобиль стал узнаваемой частью ее имиджа и вынесен на обложку российского издания четвертой книги цикла «Неладно что-то в нашем королевстве, или Гамбит Минотавра» (М.: Эксмо, СПб.: Домино, 2010).

## В компьютерных играх
Porsche 356 встречается в автосимуляторе Need For Speed: Porsche Unleashed: в ПК-версиях и версии для PlayStation доступны разные модели рядов 356, 356 A и 356 B.